# Ramadi
Ramadi, Arabisch: الرمادي, is een stad in Irak. Het ligt aan de rivier de Eufraat, ongeveer 100 km ten westen van Bagdad. Het is de hoofdstad van de provincie Al-Anbar. Dat is in de soennitische driehoek, het deel van Irak waar vooral soennieten wonen.
Op 2 km ten westen van Ramadi ligt in de Eufraat de Ramadibarrage, een stuwdam die dient voor de watervoorziening.

## Strijd
Tijdens de Amerikaanse bezetting van Irak was de stad, zo verklaarde het Pentagon op 8 september 2004, feitelijk niet onder controle van de Amerikanen. Op 6 april dat jaar werden minstens 12 Amerikaanse mariniers door opstandelingen gedood. Bij verschillende aanslagen dat jaar kwamen zeker 37 Irakezen om het leven.
In 2014 begon de terreurgroep IS Ramadi onder vuur te nemen, waarbij het hevige tegenstand ontmoette van het Iraakse leger. Op 15 mei 2015 had IS echter het centrum bereikt en het regionale bestuurscentrum veroverd. Vanaf 18 mei was de stad geheel door de groep bezet en waren zo'n 500 doden gevallen. Duizenden burgers waren Ramadi in de voorafgaande maanden al ontvlucht, de bezetting door IS deed opnieuw een grote groep vluchtelingen ontstaan.
De laatste dagen van 2015 werd Ramadi weer door het Iraakse leger terug veroverd. De militairen die daarvoor in het Iraakse leger hadden gevochten waren alleen soennieten. Dat was om onderlinge spanning met sjiieten te voorkomen.
1. ↑  NRC Handelsblad. ‘Vijfhonderd doden tijdens gevechten om Iraakse stad Ramadi’, 18 mei 2015.
2. ↑  NOS. Iraaks leger verklaart Ramadi bevrijd, 28 december 2015.